# Мирник, Борис
Бори́с Ми́рник — один из сильнейших сёгистов в Европе и один из первых сёгистов в Германии, 3-й дан ФЕСА. Играть в сёги научился в 1980-е годы.
В 1980-е годы эмигрировал в Германию и жил в Берлине, но в 2009—2014 гг., в связи с работой, жил в Москве.
Сотрудник немецкого концерна Bayer AG

## Достижения
На 1 января 2014 года занимал 2-ю позицию в немецком и 5-ю в европейском ФЕСА-листе с рейтингом Эло 2026.

### ESC/WOSC
- 1998, 2002: Чемпион Европы по сёги
- 2002, 2007: Чемпион WOSC
- 2003: II место в WOSC
- 2003, 2005: 3-е место в ESC
- 2007, 2011: 2-е место в ESC
- 2007: II место в блиц-турнире Чемпионата Европы
- 2008: III место в блиц-турнире Чемпионата Европы

### Международные форумы сёги
- 1999: участник 1/4 финала 1-го Международного форума сёги
- 2002: II место во 2-м Международном форуме сёги (Токио)
- 2005: 8 место в 3-м Международном форуме сёги (Токио)

### Национальные и локальные чемпионаты
- 1998—2002, 2005 Чемпион Германии по сёги[3]
- 2002: Победитель Чемпионата Франции по сёги (Париж)
- 2005: Победитель Чемпионата Австрии по сёги (Грац)
- 2005—2006, 2009: Чемпион открытого турнира по сёги в Пуллахе
- 2008: II место в Чемпионате Германии
- 2009: III место на 4-м Чемпионате России по сёги (Москва)
- 2011: Чемпион 3-го Кубка посла Японии по сёги (Москва)
- 2011—2012: Чемпион Кубка России по сёги (Суздаль)
- 2013: II место в Moscow Shogi Open[4]
- 2013: II место в 5-м Кубке посла Японии по сёги (Москва)[5]
- 2013—2014: Чемпион двоеборья «сёги + шахматы» на Moscow Shogi Open